# Osage (Wyoming)
Osage és una concentració de població designada pel cens dels Estats Units a l'estat de Wyoming. Segons el cens del 2000 tenia 215 habitants.

## Demografia
Segons el cens del 2000, Osage tenia 215 habitants, 101 habitatges, i 61 famílies. La densitat de població era de 42,8 habitants/km².
Dels 101 habitatges en un 20,8% hi vivien nens de menys de 18 anys, en un 48,5% hi vivien parelles casades, en un 6,9% dones solteres, i en un 39,6% no eren unitats familiars. En el 34,7% dels habitatges hi vivien persones soles el 14,9% de les quals corresponia a persones de 65 anys o més que vivien soles. El nombre mitjà de persones vivint en cada habitatge era de 2,08 i el nombre mitjà de persones que vivien en cada família era de 2,62.
Per edats la població es repartia de la següent manera: un 19,5% tenia menys de 18 anys, un 7,9% entre 18 i 24, un 24,7% entre 25 i 44, un 28,8% de 45 a 60 i un 19,1% 65 anys o més.
L'edat mediana era de 44 anys. Per cada 100 dones de 18 o més anys hi havia 119 homes.
La renda mediana per habitatge era de 25.096 $ i la renda mediana per família de 28.000 $. Els homes tenien una renda mediana de 51.250 $ mentre que les dones 20.917 $. La renda per capita de la població era de 24.974 $. Entorn del 9,5% de les famílies i el 12,1% de la població estaven per davall del llindar de pobresa.

## Poblacions més properes
El següent diagrama mostra les poblacions més properes.